# Данильче
Данильче (укр. Данильче) — село в Рогатинской городской общине Ивано-Франковского района Ивано-Франковской области Украины.
Население по переписи 2001 года составляло 421 человек. Занимает площадь 9,849 км². Почтовый индекс — 77045. Телефонный код — 03435.